# Beatrice Fontoura
Beatrice Bezerra da Fontoura (Natal,  23 de março de 1990)  é uma modelo, empresária do ramo da confecção infantil, estudante de Direito  e miss que se tornou famosa após obter o título nacional de Miss Mundo Brasil 2016, em evento realizado no Resort Il Campanario, em Jurerê Internacional, Florianópolis, Santa Catarina em 25 de Junho de 2016 e transmitido pela Record News para todo o País.  O evento a credenciou para representar seu País no concurso de beleza internacional mais antigo do mundo, o Miss Mundo 2016 que este ano se realizou em Washington, Estados Unidos no dia 20 de Dezembro  e teve como vencedora a portorriquenha Stephanie Del Valle. 

## História
Embora não tenha nascido no Estado de Goiás, a mãe de Beatrice é natural de Abadiânia e seu pai do Ceará. A modelo mudou-se para Goiás aos 11 anos idade, assim que a mãe retornou à sua terra natal.
| “ | Goiânia foi a cidade que me acolheu de braços abertos, pois sou nordestina, mas tenho coração goiano. Uma cidade linda com ares secos e vista verde. Uma cidade com arquitetura art déco e terra campineira. | ” |

Sua carreira começou aos treze anos de idade quando foi descoberta por olheiros de uma agência de modelos enquanto participava de um concurso de modelo, Elite Model Look, venceu a etapa estadual e logo depois já embarcava para sua primeira temporada na Europa. Logo após, Beatrice integrou o casting da Ming Management Scouting e foi contratata pela NEXT MODELS em Nova York. Beatrice já foi fotografada pelos mais importantes profissionais e desfilou para as maiores grifes e estilistas. Ela fez temporadas em Munique, Hamburgo, Milão, Miami, Hong Kong, ela foi escolhida para representar a América do Sul no programa Vida de Modelo, exibido pelo canal People+Arts  - apenas sete modelos no mundo todo foram selecionadas - onde durante um ano elas fizeram provas para serem aprovadas para o reality, dentre os prêmios um contrato com a agência NEXT de Nova York. Gravado pela Discovery Chanel, o reality A MODEL LIFE foi televisionado no mundo todo com inúmeras reprises nos Estados Unidos e  Ásia.
Shows mais importantes: Channel, Dolce & Gabana e Stella McCartney em NY, BCBG MaxMara em Milão, Bill Blass e Burberry em Miami. No Brasil desfilou para Ellus, Fórum, Spezzato, UMA, Colcci, TNG, Triton, Le Lis Blanc, Vide Bula, Jukaf, Ortiga, Apoena, Carmen Steffens. Já fez editoriais para Seventeen, Glamour, Gloss, Fitness, Numèro. E campanhas para  Redken, L'oreal, Sherri Hill, Lord & Taylor, Avon americana, Essencial Hair, Macy’s, Target, Kohl’s, Goodies (grandes lojas de departamento) Group USA Bridal e Alfredo Ângelo nos EUA entre outras. Uma campanha da FILA veiculada na Europa e Ásia. No Brasil o maior destaque foi uma campanha de shampoo e um editorial na Cool Magazine.  
No seu reinado como Miss Brasil Mundo 2016, Beatrice ainda foi convidada para gravar com o Silvio Santos, no SBT, em seu Programa Silvio Santos, juntamente com o Mister Brasil 2016 Carlos Franco. Participou de quadros na Rede Record, no programa Domingo Espetacular, entrevistas na Record News, entre outras emissoras.

## Miss Mundo Brasil

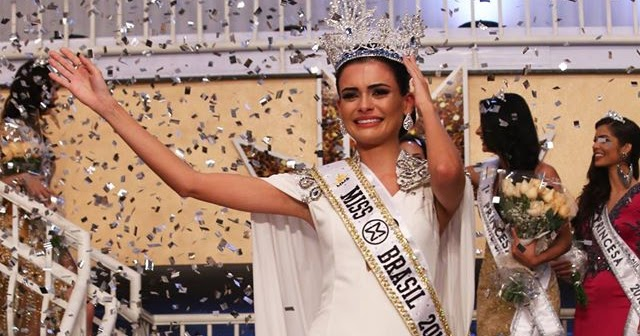
Beatrice Fontoura logo após ser coroada Miss Mundo Brasil 2016.

Beatrice é a terceira goiana a ganhar o título e a segunda sob a gestão de Henrique Fontes. Curiosamente a primeira edição que o empresário coordenou culminou com a vitória da goiana Jane Borges, em 2006. Após ser indicada como Miss Goiás Velho e ganhar o certame estadual de Miss Mundo Goiás, coordenado pelo empresário Raffael Rodrigues,  a modelo se preparou física e psicologicamente para a competição que se concretizou em Florianópolis. 
Além de ultrapassar mais de 40 aspirantes ao título com sua vitória, Beatrice ainda ganhou os prêmios de Miss Fotogenia, Miss Centro-Oeste (por ser a que mais longe chegou de sua região) e Miss New Face 40°, faixa dada pelo renomado fotógrafo Sérgio Mattos. Além das premiações, Beatrice ainda se destacou nas provas preliminares que antecedem a noite final. Venceu a prova Top Model, que elege a miss com mais perfil model, venceu a prova Beleza & Fotogenia e ficou em 2º. Lugar na prova Moda Noite, com seu clássico vestido de gala branco.
Como prêmios, Beatrice assinou um contrato remunerado pelo período do seu reinado com a organização nacional, ganhou uma bolsa de estudos integral em qualquer curso das Faculdades Estácio, guarda roupa exclusivo confeccionado pela estilista goiana Bonnie Fussi para as etapas antes e durante o Miss Mundo, preparação especializada em concursos de beleza pelo venezuelano Alexander Gonzalez em sua "escola de misses" na China. Além da coroa e joias dadas por patrocinadores, Beatrice ganhou um curso preparatório de inglês (que abdicou por já ter fluência no idioma) e o direito de representar seu País no Miss Mundo 2016, cuja colocação final foi entre as 10 mais (7º. Lugar).

## Resumo de Competições
| Concurso                      | Representou | Ano  |
| ----------------------------- | ----------- | ---- |
| A Model Life                  | Brasil      | 2007 |
| Miss Goiás (Vencedora)        | Goiânia     | 2014 |
| Miss Brasil (5º. Lugar)       | Goiás       | 2014 |
| Miss Mundo Goiás (Vencedora)  | Goiás Velho | 2016 |
| Miss Mundo Brasil (Vencedora) | Goiás       | 2016 |
| Miss Mundo (Top 10)           | Brasil      | 2016 |